# Hydromedusa maximiliani
Espèce
Synonymes
- Emys maximiliani Mikan, 1820
- Chelodina flavilabris Duméril & Bibron, 1835
- Hydromedusa subdepressa Gray, 1855
- Hydromedusa depressa Gray, 1855
- Hydromedusa bankae Giebel, 1866

Statut de conservation UICN

 VU B1+2cd : Vulnérable
Hydromedusa maximiliani est une espèce de tortue de la famille des Chelidae.

## Description
Cette tortue mesure de 10 à 20 cm pour un poids allant de 120 à 520 grammes.

## Répartition
Cette espèce est endémique du Brésil. Elle se rencontre dans les États de Bahia, du Minas Gerais, d'Espírito Santo, de Rio de Janeiro et de São Paulo. Sa présence dans le Goiás est incertaine.

## Étymologie
Cette espèce est nommée en l'honneur de Maximilian zu Wied-Neuwied.

## Publication originale
- Mikan, 1820 : Delectus Florae et Faunae Brasiliensis. Vindobonae, Antonii Strauss (texte intégral).